# Боґушиці (Олесницький повіт)
Боґушиці (пол. Boguszyce, нім. Bogschütz) — село в Польщі, у гміні Олесниця Олесницького повіту Нижньосілезького воєводства.
Населення — 1434 особи (2011).
У 1975-1998 роках село належало до Вроцлавського воєводства.

## Демографія
Демографічна структура станом на 31 березня 2011 року:
|          | Загалом | Допрацездатний вік | Працездатний вік | Постпрацездатний вік |
| -------- | ------- | ------------------ | ---------------- | -------------------- |
| Чоловіки | 723     | 150                | 527              | 46                   |
| Жінки    | 711     | 148                | 448              | 115                  |
| Разом    | 1434    | 298                | 975              | 161                  |